# Passiflora tripartita
Passiflora tripartita (Juss.) Poir. – gatunek rośliny z rodziny męczennicowatych (Passifloraceae Juss. ex Kunth in Humb.). Występuje endemicznie w Kolumbii, Ekwadorze i Peru.

## Morfologia
PokrójZdrewniałe, trwałe, owłosione liany.
LiściePotrójnie klapowane, z zaokrągloną lub sercowatą podstawą, skórzaste. Mają 5–17 cm długości oraz 7–25 cm szerokości. Ząbkowane, z ostrym lub spiczastym wierzchołkiem. Ogonek liściowy jest owłosiony i ma długość 15–55 mm. Przylistki są w kształcie nerki o długości 5–33 mm.
KwiatyPojedyncze. Działki kielicha są podłużnie owalne, mają 2,5-5,5 cm długości. Płatki są podłużne, różowe lub fioletowe, mają 2,5–5,5 cm długości. Przykoronek ułożony jest w jednym rzędzie, purpurowo-fioletowy, ma 1 mm długości.
OwoceMają podłużnie jajowaty kształt. Mają 6–11 cm długości i 3–4,5 cm średnicy.